# Contea di Monongalia
La contea di Monongalia (in inglese Monongalia County) è una contea dello Stato della Virginia Occidentale, negli Stati Uniti. La popolazione al censimento del 2000 era di 81 866 abitanti. Il capoluogo di contea è Morgantown.